# Israël op het Eurovisiesongfestival 1973
Israël deed voor het eerst mee aan het Eurovisiesongfestival 1973 in de stad Luxemburg. De Israëlische kandidaat werd intern gekozen. De IBA was verantwoordelijk voor de Israëlische bijdrage.
Het was een gedenkwaardige inzending; niet alleen was het de eerste keer dat een niet-Europees land zijn opwachting maakte op het songfestival, ook zorgde Israël (samen met Zweden) voor een primeur, door een vrouwelijke dirigent in te zetten: Nurit Hirsh. De deelname van Israël was echter niet onomstreden. Nog maar zeven maanden eerder had, tijdens de Olympische Zomerspelen, het Bloedbad van München plaatsgevonden, en nu vreesde men voor een mogelijke nieuwe aanslag tijdens het Israëlische optreden op het Eurovisiesongfestival. Dit was voor de Luxemburgse organisatie reden om de veiligheidsmaatregelen aan te scherpen. Volgens de bekende Britse songfestivalcommentator Terry Wogan werd het publiek gemaand tijdens het applaudisseren vooral te blijven zitten, aangezien men anders het risico zou lopen beschoten te worden door de beveiliging. Het gerucht dat Ilanit, als bescherming tegen een eventuele aanslag, een kogelwerend vest onder haar jurk droeg, werd jaren later in een interview door haarzelf ontkracht. Israël ontving bij de eerste deelname 97 punten en eindigde op de vierde plaats van in totaal zeventien deelnemende landen.
1973 · 1974 · 1975 · 1976 · 1977 · 1978 · 1979 · 1980 · 1981 · 1982 · 1983 · 1984 · 1985 · 1986 · 1987 · 1988 · 1989 · 1990 · 1991 · 1992 · 1993 · 1994 · 1995 · 1996-1997 · 1998 · 1999 · 2000 · 2001 · 2002 · 2003 · 2004 · 2005 · 2006 · 2007 · 2008 · 2009 · 2010 · 2011 · 2012 · 2013 · 2014 · 2015 · 2016 · 2017 · 2018 · 2019 · 2020 · 2021 · 2022 · 2023 · 2024 · 2025